# Isala
Isala är en liten by strax norr om Svärdsjö utanför Falun i Dalarna. Den ligger vid Isalaåns utlopp i Svärdsjön. Enligt traditionen gömde sig Gustav Vasa i Isala, under sin flykt undan danskarna. På orten finns fortfarande "Kungsladan" kvar.

## Isala i Gustav Vasas öden och äventyr i Dalarna

Gustaf Wasa hos Sven Elfsson i Isala by år 1520. Målning från 1831 av Johan Gustaf Sandberg.

En Sven Alfson, även kallad Sven Elfsson, Sven Nilsson eller Sven Algotsson i olika uppteckningar skall enligt Gustav Vasas öden och äventyr i Dalarna hjälpt Gustav Vasa att gömma sig. Svens hustru skall en gång ha räddat honom genom att daska till honom med sin brödspade och därmed avleda danskarnas misstankar, då de inte kunde tro en bondmora ha kurage nog att hantera en ädling som Gustav Vasa på det sättet. Senare skall även Sven ha fört Gustav vidare, dold i ett hölass.
Uppgiften dokumenterades första gången i antikvitetsrannsakningarna 1667, och nedskrevs senare av Jesper Swedberg i en annan version. Under 1700-talet kom berättelserna att föras in i svenska historieböcker. Några belägg för sanningshalten finns inte. En Sven i Isala användes dock 1524 av Gustav Vasa som budbärare.
Isala lada, eller "Kungsladan", är en trösklada som tillhör Statens fastighetsverk. Den är daterad med hjälp av dendrokronologi till efter 1483.

### Minnesmärke
Gustav III reste monumentet utanför ladan på sin resa dit 1786. På minnesstenen av älvdalsporfyr står det på framsidan:
| ” | Här tröskade GUSTAF ERIKSSON Förfölgd af Rikets fiender, Af försynen utsedd Till Fäderneslandets räddning. Hans Ättling i sjette led GUSTAF III Lät resa minnesmärket | „ |

På baksidan står det:
| ” | År 1786 Den 22. Decemb. Anslog Konungen En tunna Spannmål Årligen Af Svärdsjö Socken Till Ladans underhåll. | „ |

### Medalj
Till minne av sitt besök – och som äreminne över Gustav Vasa och Sven Elfsson – utdelade Gustaf III Sveriges hittills enda ärftliga medalj, den så kallade Isalamedaljen. Den bärs fram till 2020 av Sven Elfssons ättlingar. Den är numera på Dalarnas museum.